# Distretto di Jhalakati
Il distretto di Jhalakati è un distretto del Bangladesh situato nella divisione di Barisal. Si estende su una superficie di 758,06 km² e conta una popolazione di 682.669 abitanti (dato censimento 2011).

## Suddivisioni
Il distretto si suddivide nei seguenti sottodistretti (upazila):
- Jhalakati Sadar
- Kathalia
- Nalchity
- Rajapur